# Чимічурі

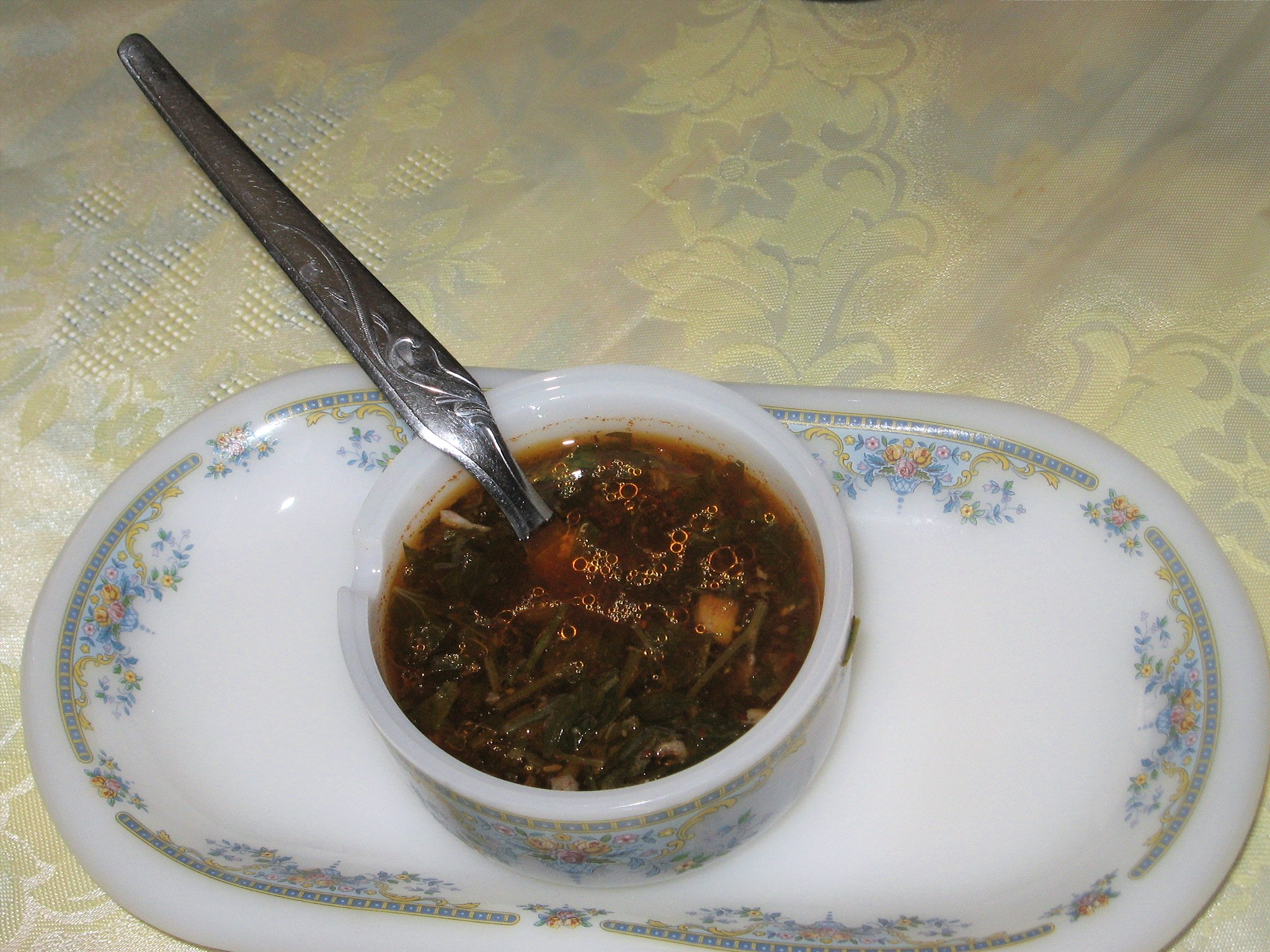
Чимічурі

Чимічу́рі (ісп. chimichurri) — латиноамериканський соус для смаженого м'яса. Рецепт чимічурі придуманий в Аргентині ; також соус готують в Уругваї, Бразилії, Болівії, Нікарагуа, Еквадорі, Колумбії та Мексиці.

## Приготування
Чимічурі готується з дрібно нарізаної петрушки, рубленого часнику, оливкової олії, орегано і білого або червоного оцту. Можуть бути додані натуральні ароматизатори — кінза, червоний перець, кумін, чебрець, лимон та лавровий лист. Для соусу з червоним оцтом підійдуть також помідори і солодкий перець. Соус може бути використаний і в якості маринаду до смаженого м'яса.

## Походження
Є кілька історій, які пояснюють назву цього соусу.
Аргентинський дослідник Мігель Браско стверджує, що слово чимічурі виникло після того, як англійці захопили Ріо-де-ла-Плату. Ув'язнені просили приправи для своєї їжі, при цьому змішуючи англійські, іспанські слова і слова аборигенів. Відповідно до цієї історії, че-мі-карі означає «Че міль сальса» (дайте мені приправи) або «Дайте мені карі». Таким чином слово перетворилося в чимічурі.
Інша теорія назви соусу походить від баскських поселенців, які прибули в Аргентину на початку XIX століття. І ґрунтуючись на цьому, назва соусу походить від баскського терміна tximitxurri, яке приблизно перекладається як «Безладна суміш декількох речей».